# A1 Team Neuseeland
Das A1 Team Neuseeland (engl. Stilisierung: A1Team.New Zealand) war das neuseeländische Nationalteam in der A1GP-Serie. Es wurde in den Saisons 2006/2007 und 2007/2008 Vizeweltmeister.

## Geschichte

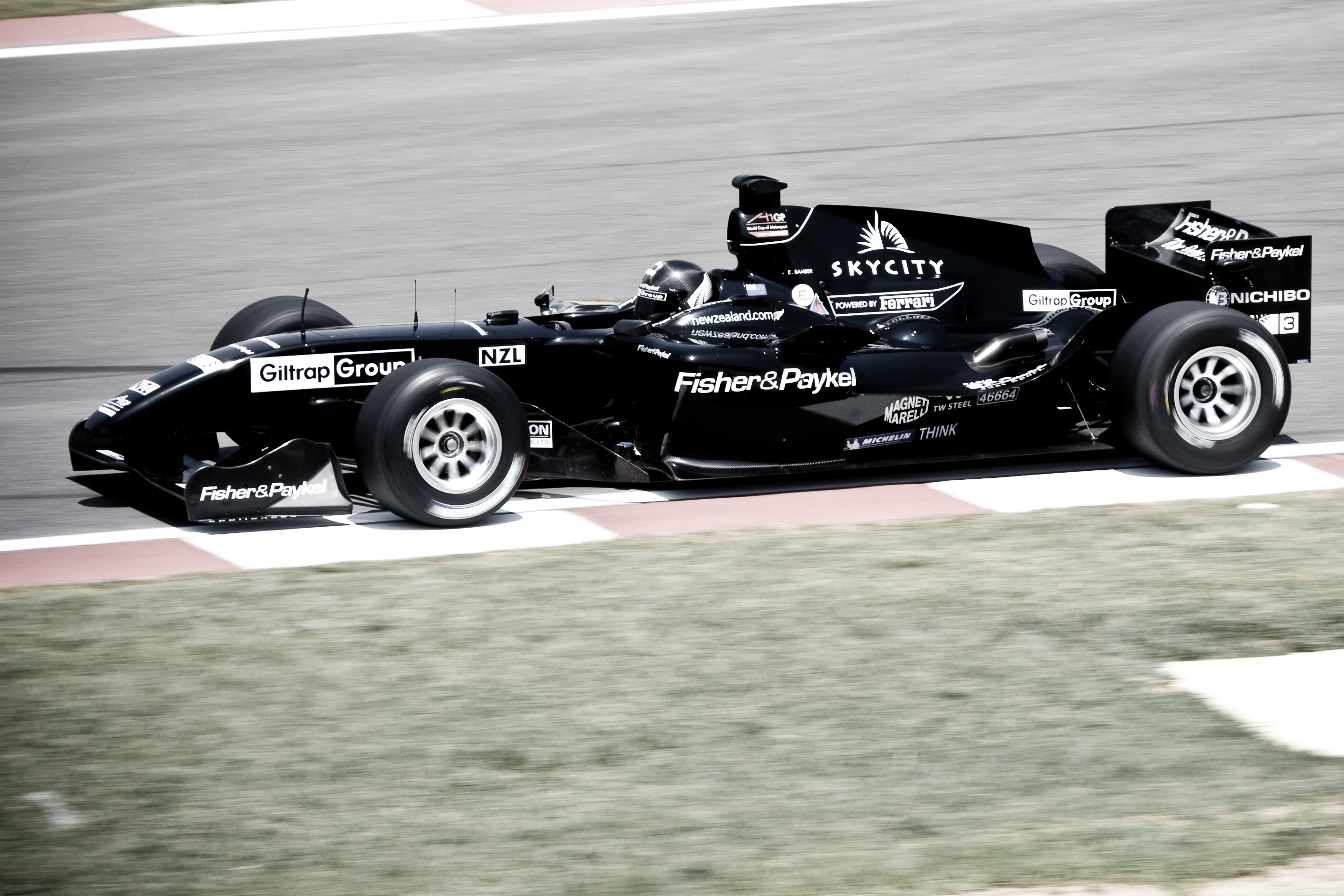
A1 Team Neuseeland in Kyalami 2009

Das A1 Team Neuseeland wurde von Colin Giltrap gegründet; als Rennstall fungierte in der ersten Saison das britische Team West Surrey Racing und daraufhin das ebenfalls britische Team DS Motorsport.
In der ersten Saison gehörte das Team zu den konstantesten. Nachdem es bereits beim Premieren-Rennwochenende in Brands Hatch mit einem dritten Platz im Sprintrennen durch Matt Halliday sein bestes Saisonresultat feiern konnte, folgten 14 weitere Platzierungen in den Punkten, darunter allein fünf vierte Plätze. Das Team beendete die Saison auf Rang vier mit 77 Zählern.
In der folgenden Saison gelang dem Team sogar noch eine Steigerung. Beim Rennwochenende in Brünn stand es erstmals auf der Pole-Position, schied aber bereits nach dem Start aufgrund einer Kollision mit Team Deutschlands Nico Hülkenberg aus. Nach dem ersten Podium der Saison, einem dritten Platz im Sprintrennen in Sepang, erzielte das Team mit Jonny Reid am Steuer in Sentul einen Doppelsieg. Es folgten zwei dritte Plätze im heimischen Taupo und zwei zweite Plätze in Eastern Creek sowie zwei dritte Plätze beim Rennwochenende in Durban durch Matt Halliday. Auf einen zweiten Platz im Sprintrennen in Shanghai folgte der Sieg im Hauptrennen, erneut durch Reid. Ein achter Platz im Hauptrennen von Brands Hatch durch Halliday sicherte dem Team schließlich mit 93 Punkten knapp vor Team Großbritannien die Vizemeisterschaft.
Auch in der dritten Saison gehörte das Team zu den besten. Bereits beim Rennwochenende in Brünn erzielte es mit Jonny Reid am Steuer einen Doppelsieg, es folgten zwei Einzelsiege in den Sprintrennen in Taupo bzw. Mexiko-Stadt sowie zwei zweite Plätze im Hauptrennen in Zhuhai bzw. im Sprintrennen in Eastern Creek. Das Team beendete die Saison erneut auf dem zweiten Gesamtplatz mit 127 Punkten.
In der vierten Saison schwächelte das Team etwas. Mit einem zweiten Platz im Sprint- und einem dritten im Hauptrennen in Zandvoort sowie einem dritten Platz im Sepang-Sprintrennen durch Earl Bamber konnten im ersten Saisonabschnitt zwar drei Podien erzielt werden, ähnliche Ergebnisse blieben in der zweiten Hälfte jedoch aus. Nachdem die letzten beiden Rennwochenenden punktelos verliefen, schloss das Team die Saison auf Gesamtrang sieben mit 36 Punkten ab.
Das A1 Team Neuseeland hat an allen 39 Rennwochenenden der A1GP-Serie teilgenommen.

## Fahrer
Das A1 Team Neuseeland setzte an Rennwochenenden acht verschiedene Fahrer ein, von denen vier auch an den Rennen selbst teilnahmen.

### Übersicht der Fahrer
| Fahrer               | RG | SR | HR | RS | 1. Pl.  | 2. Pl.  | 3. Pl.  | PP | SRR | Pkt. |
| -------------------- | -- | -- | -- | -- | ------- | ------- | ------- | -- | --- | ---- |
| Reid, Jonny          | 38 | 19 | 19 | 1  | 7 (4/3) | 5 (3/2) | 3 (2/1) | 4  | 4   | 219  |
| Halliday, Matt       | 26 | 13 | 13 | -  | 0 (0/0) | 0 (0/0) | 3 (2/1) | 0  | 0   | 78   |
| Bamber, Earl         | 10 | 5  | 5  | 6  | 0 (0/0) | 1 (1/0) | 2 (1/1) | 0  | 0   | 30   |
| van der Drift, Chris | 4  | 2  | 2  | 4  | 0 (0/0) | 0 (0/0) | 0 (0/0) | 0  | 0   | 6    |
| Hartley, Brendon     | -  | -  | -  | 1  | 0 (0/0) | 0 (0/0) | 0 (0/0) | 0  | 0   | 0    |
| Cunningham, Wade     | -  | -  | -  | 1  | 0 (0/0) | 0 (0/0) | 0 (0/0) | 0  | 0   | 0    |
| Gaunt, Daniel        | -  | -  | -  | 1  | 0 (0/0) | 0 (0/0) | 0 (0/0) | 0  | 0   | 0    |

Legende: RG = Rennen gesamt; SR = Sprintrennen; HR = Hauptrennen; RS = Rookie-Sessions; PP = Pole-Position; SRR = schnellste Rennrunde
In der Liste nicht aufgeführt ist Scott Dixon, der für das Team in Dubai 2005 das zweite Training bestritt.

## Trivia
Das Team machte im Vorfeld seiner Heimrennen in Taupo mehrfach mit spektakulären Aktionen auf sich und die Serie aufmerksam. So überquerte Jonny Reid im Januar 2007 mit dem neuseeländischen A1GP-Auto, „Black Beauty“ genannt, die Auckland Harbour Bridge. Im Januar 2008 veranstaltete das Team auf dem Auckland Airport ein Beschleunigungsduell gegen eine Boeing 777 der Air New Zealand. Von den zwei Läufen entschieden das Flugzeug und der A1GP-Bolide mit Reid am Steuer jeweils einen für sich.

## Ergebnisse
| Saison | 1         | 1         | 2          | 2          | 3       | 3       | 4          | 4          | 5       | 5       | 6          | 6          | 7          | 7          | 8         | 8         | 9         | 9         | 10        | 10        | 11        | 11        | Rang | Punkte |
| ------ | --------- | --------- | ---------- | ---------- | ------- | ------- | ---------- | ---------- | ------- | ------- | ---------- | ---------- | ---------- | ---------- | --------- | --------- | --------- | --------- | --------- | --------- | --------- | --------- | ---- | ------ |
| 05/06  | Brands H. | Brands H. | EuroSpeed. | EuroSpeed. | Estoril | Estoril | Eastern C. | Eastern C. | Sepang  | Sepang  | Dubai      | Dubai      | Durban     | Durban     | Sentul    | Sentul    | Monterrey | Monterrey | Laguna S. | Laguna S. | Shanghai  | Shanghai  | 4.   | 77     |
| 05/06  | 3 HAL     | 4 HAL     | 4 REI      | 4 REI      | 14 HAL  | 16 HAL  | 14 REI     | 8 REI      | 6 HAL   | 6 HAL   | 15 HAL     | 13 HAL     | 6 HAL      | 4 HAL      | 8 HAL     | 7 HAL     | 18 HAL    | 8 HAL     | 8 HAL     | 12 HAL    | 8 HAL     | 4 HAL     | 4.   | 77     |
| 06/07  | Zandvoort | Zandvoort | Brno       | Brno       | Peking  | Peking  | Sepang     | Sepang     | Sentul  | Sentul  | Taupo      | Taupo      | Eastern C. | Eastern C. | Durban    | Durban    | Mexiko-S. | Mexiko-S. | Shanghai  | Shanghai  | Brands H. | Brands H. | 2.   | 93     |
| 06/07  | 6 HAL     | 11 HAL    | 22 REI     | 7 REI      | 10 HAL  | 9 HAL   | 3 REI      | 8 REI      | 1 REI   | 1 REI   | 3 REI      | 3 REI      | 2 REI      | 2 REI      | 3 HAL     | 3 HAL     | 16 REI    | 6 REI     | 2 REI     | 1 REI     | 16 HAL    | 8 HAL     | 2.   | 93     |
| 07/08  | Zandvoort | Zandvoort | Brno       | Brno       | Sepang  | Sepang  | Zhuhai     | Zhuhai     | Taupo   | Taupo   | Eastern C. | Eastern C. | Durban     | Durban     | Mexiko-S. | Mexiko-S. | Shanghai  | Shanghai  | Brands H. | Brands H. | ---       | ---       | 2.   | 127    |
| 07/08  | 9 REI     | 7 REI     | 1 REI      | 1 REI      | 5 REI   | 8 REI   | 10 REI     | 2 REI      | 1 REI   | 4 REI   | 2 REI      | 9 REI      | 20 REI     | 10 REI     | 1 REI     | 12 REI    | 22 REI    | 4 REI     | 8 REI     | 8 REI     |           |           | 2.   | 127    |
| 08/09  | Zandvoort | Zandvoort | Chengdu    | Chengdu    | Sepang  | Sepang  | Taupo      | Taupo      | Kyalami | Kyalami | Algarve    | Algarve    | Brands H.  | Brands H.  | ---       | ---       | ---       | ---       | ---       | ---       | ---       | ---       | 7.   | 36     |
| 08/09  | 2 BAM     | 3 BAM     | 7 VDD      | 11 VDD     | 3 BAM   | 6 BAM   | 5 VDD      | 13 VDD     | 8 BAM   | 17 BAM  | 20 BAM     | 17 BAM     | 18 BAM     | 17 BAM     |           |           |           |           |           |           |           |           | 7.   | 36     |

| Legende  | Legende            | Legende                                                          |
| Farbe    | Abkürzung          | Bedeutung                                                        |
| -------- | ------------------ | ---------------------------------------------------------------- |
| Gold     | –                  | Sieg                                                             |
| Silber   | –                  | 2. Platz                                                         |
| Bronze   | –                  | 3. Platz                                                         |
| Grün     | –                  | Platzierung in den Punkten                                       |
| Blau     | –                  | Klassifiziert außerhalb der Punkteränge                          |
| Violett  | DNF                | Rennen nicht beendet (did not finish)                            |
| Violett  | NC                 | nicht klassifiziert (not classified)                             |
| Rot      | DNQ                | nicht qualifiziert (did not qualify)                             |
| Rot      | DNPQ               | in Vorqualifikation gescheitert (did not pre-qualify)            |
| Schwarz  | DSQ                | disqualifiziert (disqualified)                                   |
| Weiß     | DNS                | nicht am Start (did not start)                                   |
| Weiß     | WD                 | zurückgezogen (withdrawn)                                        |
| Hellblau | PO                 | nur am Training teilgenommen (practiced only)                    |
| Hellblau | TD                 | Freitags-Testfahrer (test driver)                                |
| ohne     | DNP                | nicht am Training teilgenommen (did not practice)                |
| ohne     | INJ                | verletzt oder krank (injured)                                    |
| ohne     | EX                 | ausgeschlossen (excluded)                                        |
| ohne     | DNA                | nicht erschienen (did not arrive)                                |
| ohne     | C                  | Rennen abgesagt (cancelled)                                      |
| ohne     | keine WM-Teilnahme |                                                                  |
| sonstige | P/fett             | Pole-Position                                                    |
| sonstige | 1/2/3/4/5/6/7/8    | Punktplatzierung im Sprint-/Qualifikationsrennen                 |
| sonstige | SR/kursiv          | Schnellste Rennrunde                                             |
| sonstige | *                  | nicht im Ziel, aufgrund der zurückgelegten Distanz aber gewertet |
| sonstige | ()                 | Streichresultate                                                 |
| sonstige | unterstrichen      | Führender in der Gesamtwertung                                   |